# Кустолово (река)
Кустолово (укр. Кустолово) — левый приток реки Ворскла, протекающий по Машевскому, Новосанжарскому и Кобелякскому районам (Полтавская область).

## География
Длина — 60 км. Площадь водосборного бассейна — 346 км². Русло реки в верхнем течении (село Варваровка) находится на высоте 83,2 м над уровнем моря.
Река течёт у истоков в северо-западном направлении (от села Крутая Балка, ручей от села Кустолово-Суходолка в западном направлении), затем у села Кустолово Первое поворачивает и течёт в юго-западном направлении. Река берёт начало от нескольких ручьев у сёл Крутая Балка (Новосанжарский район) и Кустолово-Суходолка (Машевский район). Впадает в реку Ворскла севернее села Чорбовка (Кобелякский район).
Долина неглубокая. Русло умеренно-извилистое. На реке в верхнем течении есть несколько прудов (крупнейшие в селе Галущина Гребля и между Стрижевщиной и Крутой Балкой). Русло реки (кроме верхнего течения) пересыхает в летний период. В пойме реки очагами присутствуют заболоченные участки с тростниковой и луговой растительностью.

## Населённые пункты
- Населённые пункты на реке от истока к устью:
- Новосанжарский район: Крутая Балка, Стрижевщина, Кустолово Первое, Богдановка, Варваровка, Кустолово, Галущина Гребля, Мушина Гребля;
- Кобелякский район: Чапаево, Прогресс, Червоные Квиты, Калинино, Чорбовка.